# Stele der Glykera (Kassel)
Die Kasseler Grabstele für Glykera ist eine Bildfeldstele der sogenannten Glykera-Gruppe aus der Mitte des 4. vorchristlichen Jahrhunderts. Sie stammt aus dem Athener Kerameikosgebiet, befindet sich seit 1968 in der Antikensammlung in Kassel und trägt die Inventarnummer ALg 4.

## Geschichte
Die Stele wurde am 31. März 1871 an der Ecke Piräus-Straße und Ludwigsplatz in Athen gefunden. Die Fundstelle wurde 1874 wieder verschüttet. Das Grundstück gehörte damals V. Nikopoulos. Das Grabdenkmal gelangte in die Athener Sammlung Loverdo; 1968 wurde es im Kölner Kunsthandel erworben und gelangte dann als Leihgabe der Sammlung Peter und Irene Ludwig, Aachen, nach Kassel. Damals war die Stele bereits in der Mitte gebrochen und wieder zusammengesetzt worden. 1975 wurde das Exponat gereinigt und mit einer Aufhängung versehen, 1986 wurde es erneut gereinigt und entsintert; damals wurden auch die Farbreste konserviert. Die zur Zeit der Auffindung der Stele 1871 offenbar noch deutlich erkennbaren und beschriebenen Farbreste waren damals schon zu einem großen Teil verloren.

## Beschreibung
Die attische Bildfeldstele – die weniger aufwändige Version des plastischen Totengedenkens gegenüber Grabreliefs und Naïskos-Stelen – wurde um 360/350 v. Chr. geschaffen. Sie besteht aus weißem, feinkristallinem Marmor mit vertikalen grauen Streifen und weist am Fuß einer der Figuren noch Spuren von Bemalungen auf. Die Stele ist 123,5 cm hoch, 35,6 cm breit und an der stärksten Stelle 7,8 cm tief. Das Bildfeld mit den vier Figuren ist 23,2 cm hoch und 25,6 cm breit. Ursprünglich war sie auf einem Basisblock aus rötlichem Hymettosstein angebracht, der mittlerweile verschollen ist. Die Stele selbst ist relativ gut erhalten; ob eine bekrönende Palmette vorhanden war, ist nicht mehr sicher festzustellen. Die rechte Volutenranke und die Spitzen der Akanthusblätter am oberen Ende weisen Schäden auf.
Front und Schmalseiten der Stele wurden geglättet und mit dem Zahneisen bearbeitet. Die Rückseite wurde mit Spitz- und Flacheisen schwach gekehlt. An der Unterseite der brettförmigen Stele befindet sich ein rechteckiger Zapfen, der zum Einsetzen in die Basis diente.
Das rechteckige Reliefbild in der oberen Hälfte befindet sich unter zwei Rosetten oder Paterae, die jeweils aus zwei konvexen Scheiben und einer omphalosartigen, mittig eingestochenen Erhebung in der Mitte bestehen. Den Stelenschaft schließt vorn und an den Seiten ein vorkragendes Gesims ab. Das obere Ende ist mit einem Kelch geschmückt, aus dem ein Anthemion mit Akanthusblättern emporwächst. Flankiert wird es von Volutenranken.
Die Stele trägt drei Inschriften. Oberhalb der beiden Rosetten sind, ohne Trennung, die Namen ΟΝΗΣΙΜΟΣ und ΑΝΘΗΔΩΝ zu lesen, direkt über der sitzenden weiblichen Figur des Reliefs befindet sich die Namensbeischrift ΓΛΥΚΕΡΑ.
Im Bildfeld, in dessen oberen Ecken zwei Kapitelle angedeutet sind, ist offenbar eine Abschiedsszene dargestellt. Das zentrale Paar wird von Onesimos und Glykera gebildet, die einander die Hände reichen. Onesimos steht, mit leicht geneigtem Kopf nach rechts blickend, am linken Bildrand. Er ist mit einem Mantel mit dreieckigem Überschlag bekleidet, sein rechter Arm ist nackt. Das Gewicht des bärtigen Mannes ruht auf seinem linken Bein, während das rechte als Spielbein leicht angewinkelt ist. Glykera sitzt ihm gegenüber auf einem Stuhl mit elegant geschwungenen Beinen; ihre Füße ruhen auf einem Kasten oder Schemel. Der Kopf der sitzenden Frau befindet sich dadurch fast auf derselben Höhe wie der ihres Mannes. An ihre Knie schmiegt sich eine Kindergestalt im Ärmelchiton, deren Kopf sich unter den Händen des abschiednehmenden Paares befindet und die möglicherweise einen Vogel in der einen Hand hält. Am rechten Bildrand, hinter Glykera, steht eine weitere Figur, vermutlich eine Dienerin, die ein Kästchen auf dem Arm trägt und einen Chiton mit Apoptygma trägt. Glykera selbst trägt zu einem halblangen Ärmelchiton einen Mantel, in den Haaren ist ein Haarband zu erkennen.

## Interpretationen
Clairmont vermutete 1993, die Glykera-Inschrift könne nach den beiden oberen Inschriften eingefügt worden sein; es gibt aber auch die Theorie, dass die beiden Hinterbliebenen Onesimos und Anthedon erst nach ihrem eigenen Tod ebenfalls per Inschrift auf der Stele verewigt wurden. Allgemein wird die Szene so gedeutet, dass die sitzende Glykera die Frau und Mutter in der Familie darstellt, Onesimos ihren Gatten, der die Stele in Auftrag gegeben hat. Mit „Anthedon“ könnte entweder der Name der Stadt, aus der Onesimos stammte, gemeint sein, oder der Name des abgebildeten Kindes. Sollte es sich um einen Städtenamen handeln, so käme wohl eher das böotische als das palästinensische Anthedon in Frage. Onesimos wäre damit wohl kein Vollbürger in Athen gewesen. Auf der Internetseite der Kasseler Museumssammlung findet sich der Kommentar: „So betrachtet wäre die Glykera-Stele ein weiteres Beispiel für die in Athen entwickelte und über Athen hinaus wirkende Bildprogrammatik des bürgerlich-spätklassischen Polisverständnisses wie das attizierende Aristodika-Grabrelief von Kreta […]. Die idealtypischen Bilder mit individuellen Namensbeischriften im sepulkralen Bereich werden auch als Ausdruck einer kollektiven Erfahrung der beträchtlich gewachsenen Bedeutung der familiären Gemeinschaft (Oikos) als Kern und wichtigster, gleichwohl bedrängter Bestandteil in den spätklassischen Poleis verstanden.“
Das Akanthusanthemion dürfte ein Symbol der lebenspendenden Kraft der Erde darstellen. Ob der Akanthus im Totenkult eine besondere Bedeutung hatte, ist umstritten. Das Rosettenpaar wird meistenteils als Amulettpaar gesehen.

## Glykera-Gruppe
Die sogenannte Glykera-Gruppe umfasst insgesamt 14 Stelen, die stilistisch der Kasseler Glykera-Stele entsprechen und typische Beispiele für die attische Reliefarbeit um 350 v. Chr. darstellen. Zeit- und gattungsspezifisch sind sowohl die Gewandgliederung mit der betonten Schwere der Stoffe als auch die Anordnung der Figuren, die etwas Steifes hat. Die Gewänder sind mit lang durchgezogenen und ziemlich breiten Faltenzügen dargestellt. Sechs Stelen der Glykera-Gruppe zeigen Männer, deren Mäntel wie der des Onesimos unter der Brust umgeschlagen sind, so dass sich ein dreieckiger, auf den Bauch fallender Überschlag ergibt. Bei vier Stelen der Gruppe findet sich die nahezu gleich behandelte Figur des stehenden Mannes an der Seite. Andreas Scholl vermutet, dass diese Stelen derselben Werkstatt entstammen könnten wie zwei reliefierte Marmorlekythen.
Vergleichbar sind auch Athenedarstellungen auf attischen Urkundenreliefs derselben Zeit.